# Ситниково (Воронежская область)
Ситниково (Пушкино) — хутор в Каменском районе Воронежской области России.
Входит в состав Тхоревского сельского поселения

## География

### Улицы
- ул. Пушкинская.

## История
Хутор Ситниково (Пушкино) расположен при Ольховатском логе на дороге из Острогожска в Богучар (Ростовском скотопрогонном тракте). Основан в середине XVIII века.
В 1836 г. здесь была выстроена каменная Покровская церковь и Ситниково получило статус слободы. В 1859 г. в слободе проживало 170 человек в 20 дворах.
В 1900 г. численность населения составляла 196 человек. Было 33 двора, общественное здание, лавка, 11 ветряных мельниц.
В советское время в 1930-е г.г. часть местного населения, под влиянием агитации советской власти, переселяется в Сибирь для освоения новых земель и Ситниково вновь переводится в ранг хуторов.
Немногочисленное население хутора, как и вся страна, понесла значительные потери в Великую Отечественную войну. В Великую Отечественную войну при наступлении на Сталинград здесь проходили войска немецкой армии и их союзников. В частности в селе квартировали мадьяры (венгры).
По свидетельству местных жителей они зверствовали не меньше немцев. По линии Острогожск - Каменка (станция Евдаково) немцами были созданы концлагеря для строительства железной дороги по самому короткому пути на Сталинград, т.к они имели серьезные проблемы, встретив жесткое сопротивление Красной Армии. Для ускоренной переброски войск и строительства железной дороги немцы и мадьяры сгоняли население близ лежащих деревень. Для строительства так же использовались военнопленные красноармейцы. Эксплуатировали рабочую силу немцы нещадно. Информацию об этом можно получить в музее пгт Каменка Каменского р-на Воронежской обл.
На протяжении своей истории хутор несколько раз менял название: из Ситниково в Пушкино, и обратно. В народе (среди местного населения) закрепилось название село Пушкино (меж собой местные жители никогда не употребляют выражение хутор, только село) и жителей называют — пущане. Причина этому кроется в истории.
Село со времени своего основания находилось на оживленном скотопрогонном тракте (шляху), по-русски — на оживленной дороге. Этим воспользовался местный купец Ситников, он получил разрешение у власти на открытие постоялого двора для проезжих купцов, дворян и прочего люда. В те времена это была одна из самых коротких и оживленных дорог на юг, Кавказ.
По версии одного из воронежских писателей - краеведов Н.С. Гамова, а также по устному преданию передаваемому местным населением, по этой дороге на Кавказ тайно проезжал Александр Сергеевич Пушкин. Он собирал материал для своего произведения о Петре -1. Царствовавший в то время император Александр-1 запрещал ему это делать, но разрешил ехать через Белгород. А.С. Пушкин останавливался на постоялом дворе купца Ситникова. Жил у него несколько дней. Ездил с ним в Острогожск. Затем продолжил своё путешествие.
После этого сам Ситников, якобы, предложил называть село Пушкино. Некоторое время позже это название получило официальный статус. Затем название по разным причинам менялось на Ситниково, и в советское время короткий период называлось Пушкино.
Купец Ситников построил на свои деньги в 1836 г. каменную Покровскую церковь. В годы Великой Отечественной войны она была частично разрушена, но красота архитектуры сохранилась до начала 1960-х гг. После войны она больше не действовала. Автор этих строк был свидетелем, как в одну из июльских ночей 1962 г.г. её взорвали. В настоящий момент на месте бывшего храма господня местными жителями установлен крест.
Воронежский писатель Николай Сергеевич Гамов написал книгу «Дорогами Пушкина» к 200 — летию со дня рождения А. С. Пушкина, где приводит факты своего исследования поездки А. С. Пушкина на Кавказ. По его версии А. С. Пушкин проезжал здесь на Кавказ. Интересную информацию Н. С. Гамов получил от внучатой племянницы А. С. Пушкина, она преподавала Н. С. Гамову в школе иностранные языки. Книга была издана в 1999 г. издательством Е. А. Болховитинова в Воронеже, с ней можно ознакомиться в воронежской областной библиотеке им. Н. С. Никитина.
По свидетельству местных жителей и Шульгина И.М. (он был свидетелем того разговора) в 1937 году, в год 100-летия со дня смерти А. С. Пушкина, в село приезжали ученые филологи из Москвы. Они беседовали с местными жителями с целью получить информацию о проезде через Ситниково — Пушкино А. С. Пушкина. В те времена был жив некий дед Савва, которому его дед рассказывал о том, как через село проезжал А. С. Пушкин. К сожалению, до сих пор никто не искал в архивах результаты поездки московских филологов. По версии Шульгина И.М. и Н. С. Гамова (они были хорошо знакомы) А.С. Пушкин пил воду из колодца находящегося в низменной части села (так называемом Задонье). В память об этом силами семьи Шульгиных около колодца установлена памятная плита. Последние Шульгины давно покинули Ситниково - Пушкино.
Вплоть до 1980 г.г. 20 века самой короткой дорогой на юг считалась дорога через Воронеж, Острогожск, Пушкино и т. д., несмотря на то, что после Острогожска дорога не была асфальтирована. Здесь ехали отдыхать на юг из центральных и северных областей СССР, везли различные товары и у местного населения не было особой нужды ехать в Воронеж за дефицитным (в то время) товаром, так как его можно было купить у многих водителей проезжавших на юг и обратно. Все изменилось, когда в обход села построили асфальтовую дорогу из Острогожска через поселок Каменка в сторону Россоши. Село начало умирать, некогда оживленную грунтовую дорогу распахали.
Однако это одно из немногих малых сел в округе, которое имеет газопровод.
В 2009 г. в хуторе Ситниково проживало 70 человек.
P.S. Дорога из Острогожска шла через Дальнее Стояново на Ситниково, хутор Постоялый (Развилкино) и далее на юг. Несмотря на попытки местных фермеров перепахать эту грунтовую дорогу знающие ей цену люди постоянно в летний период ее накатывают.
Буквально перед празднованием 220-летия дня рождения А.С. Пушкина 06.06.2019 г. появилась информация, что по дороге на юг в Ольховатском логу есть хутор Постоялый (или по другому Развилка). Там до сих пор сохранился постоялый двор для проезжих людей, и что там так же жители передают из поколения в поколение, что А.С. Пушкин проезжал на Кавказ. Такие совпадения маловероятны. Следует предположить, что А.С. Пушкин все таки вопреки запрету Александра -1 проезжал через Воронежскую обл. Хочется надеяться, что отыщутся люди подготовленные в области архивных изысканий и найдут документы подтверждающие данную легенду.
В заметке использована информация полученная от жителей хутора Ситниково — Пушкино, жителя хутора Ситниково Шульгина И.М., из книги Ларисы Кригер «Каменские дали» издательство творческое объединение «Альбом», Воронеж, 2010 г., книги Н. С. Гамова «Дорогами Пушкина», издательство им. Е. А. Болховитинова, Воронеж , 1999 г.

## Известные уроженцы
- Фёдоров, Митрофан Семёнович (1870—1942) — российский и советский художник, педагог.